# Museo d'arte e storia antica ebraica
Il museo d'arte e storia antica ebraica noto anche come Museo degli argenti è un museo situato a Casale Monferrato, provincia di Alessandria.
Insieme alla sinagoga e al Museo dei Lumi fa parte del complesso del Museo Ebraico di Casale Monferrato.
Venne allestito nel 1969 in occasione del restauro della sinagoga, il restauro fu guidato dall'architetto Giulio Bourbon che diresse il museo per diversi anni.
Il museo si trova nei due piani del matroneo della sinagoga e occupa anche alcune sale di un edificio attiguo.
La collezione è composta da un ampio patrimonio di argenti e si articola su tre temi, la Torah, le festività e la vita quotidiana comprendendo arredi sacri, pergamene, tessuti e oggetti in argento riconducibili fino all'inizio della presenza della comunità ebraica a Casale Monferrato.
Al secondo piano si trova la parte più recente del museo dedicata alle festività, tramite una serie di allestimenti vengono illustrati i riti e le usanze legati alle festività ebraiche.